# Lingewaal
Lingewaal est une ancienne commune néerlandaise, en province de Gueldre.
La commune a été créée le 1er janvier 1986 par la fusion des communes de Vuren, Asperen, Herwijnen et Heukelum. Jusqu'au 3 janvier 1987, la nouvelle commune ainsi formée s'appelait encore Vuren, puis le nom a été modifié en Lingewaal.
Lingewaal est située sur la Linge et sur le Waal.